# U.S. Post Office Anniston
Das U.S. Post Office Anniston ist eine Filiale des United States Postal Service in Anniston (Alabama). Es wurde 1904 im Stil der Beaux-Arts-Architektur erbaut und wird seit dem 13. November 1976 im National Register of Historic Places geführt.